# 청소년의 성
청소년의 성은 청소년 시기의 성적인 감정, 행동, 발달을 가리킨다. 성은 주로 청소년의 삶에서 중요한 부분이다. 청소년들의 성적인 행동은 대부분 문화의 풍습, 성적 지향, 사회적인 영향, 그리고 법치적인 승낙 연령에 영향받는다.

## 같이 보기
- 미국의 청소년 성생활